# Atzur
L'atzur és el color blau en heràldica. Es tracta d'un blau intens, que pot arribar a ser blau marí. En el gravat, es representa mitjançant línies horitzontals que cobreixen la superfície del camp o de la figura.
El mot «atzur» és d'origen persa i arribà al català a través de l'italià.
Una mostra del color atzur: